# Tektamos
Tektamos (gr. Τέκταμος) – w mitologii greckiej król Krety.
Był synem Dorosa, a tym samym wnukiem Hellena i prawnukiem Deukaliona. Według Diodora Sycylijskiego na czele armii złożonej z Pelazgów i Eolów dokonał najazdu na Kretę. Zapewniwszy sobie tym samym władzę nad wyspą poślubił córkę króla Kreteusa, z którą miał syna Asteriona.